# 水野和敏

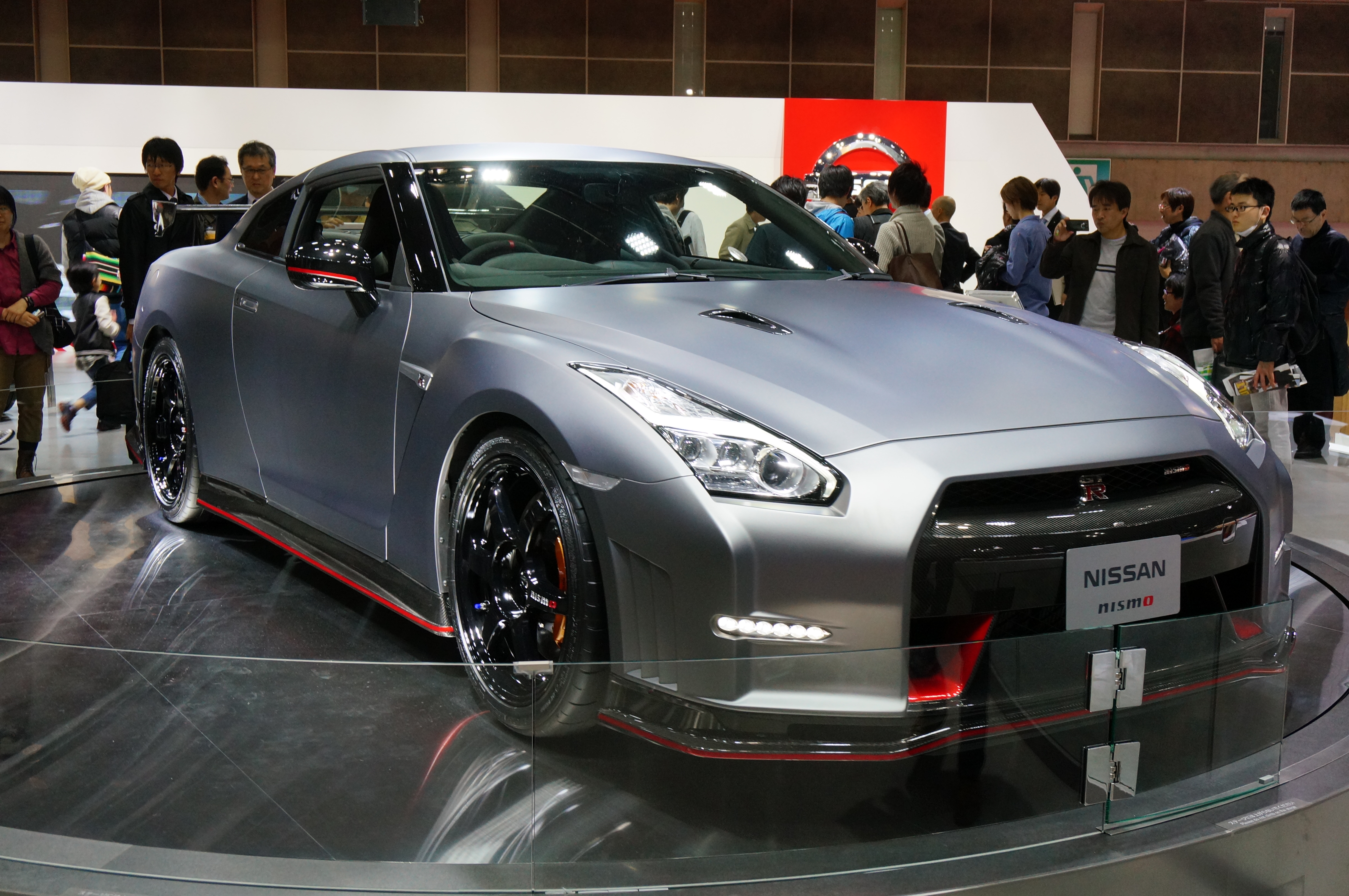
代表作である日産・GT-R

水野 和敏（みずの かずとし、1952年1月 - ）は日本の自動車エンジニア、ジャーナリスト。日産自動車の元エンジニア。GT-Rの開発で知られる。

## 来歴・人物
長野県千曲市出身。長野工業高等専門学校を卒業後、1972年に日産自動車に入社。1980年代には901運動に車体設計の面で関わり、その成果となるP10型プリメーラやR32型スカイラインの開発では車両のパッケージング設計を担当した。1989年にはNISMOに出向し、グループCカーの耐久レースのチーム監督兼チーフエンジニアに就任しデイトナ24時間レースやル・マン24時間レースなどを戦い、特に1992年にはR91CPでデイトナ24時間レースを優勝、R92CPで出場したJSPCと鈴鹿1000kmで全戦優勝（クラス優勝も含む）している。1993年に車両設計課長として車両開発センターに復帰し、1997年からFR-Lプラットフォームの開発責任者となり、2000年から車両開発主管（チーフ・ビークル・エンジニア、CVE）としてV35型スカイラインやZ33型フェアレディZ、FXインフィニティ・FX35等の開発に携わった。
この頃、日産社内には既に次期GT-Rを開発する方針があったが、社内では既存のFR-Lプラットフォームの延長でGT-Rを開発する意見が大勢を占めていたため、水野は「それでは日産のフラッグシップたり得ない」と開発責任者の就任を固辞していた。しかし、2003年12月に社長のカルロス・ゴーンから「ミスターGT-R」としてGT-Rの開発と販売における全権が委任され、GT-Rのチーフ・ビークル・エンジニア（CVE、車両開発主管）兼チーフ・プロダクト・スペシャリスト（CPS、商品企画立案責任者）兼プログラム・ダイレクター（PD、収益・販売目標達成責任者）に任命された。GT-Rの開発と販売においては、ゴーン就任以降に定着した従来の1車種3トップ制ではなく、例外的に水野に権限が集約する1トップ制が採られ、社長の直轄プロジェクトとしてゴーンと水野が直接つながる異例の人事体制となった。そしてGT-Rには以前から水野が構想していたPMプラットフォームを採用することになった。GT-Rはイヤーモデル制を採っており、毎年新モデルが販売されるたびにニュルブルクリンクでのタイムアタックを行ってラップタイムを更新しており、テストドライバーには元F1ドライバーの鈴木利男を起用していた。水野は鈴木がF1のラルース所属時代から親交がある。
ニュルブルクリンクでのテスト開発にあたっては、日産社内から強烈なバッシングがあったという（日産社内の意向は国内の日産のサーキットでテストすることが当たり前だと言う古い風潮があったからである）。
GT-Rから長年日本人に慕われた「スカイライン」のブランド名を外した理由は、水野がGT-Rというブランドをグローバル展開するための表明、そして水野のエンジニアとしての自信の表れでもあった。
水野の明快で饒舌な自動車開発に対する語り口は、時には「水野節」や「水野劇場」と呼ばれることもあり、例えば、車両の軽量化や静的な車両重量バランスにばかりにこだわる自動車ジャーナリストの評論を厳しく批判しており、自らが提唱する「最適重量理論」に基づいて競合他車と比べて車重の重いGT-Rを開発している。またGT-Rの年次モデルの記者発表会では、最前列に座った記者に対し「なぜ車重が1.7 tなのか」「20インチのホイールを採用した理由は」など質問攻めにするのが恒例だったという。
2012年3月末に日産を定年退職し、その後は1年毎に契約を更新する嘱託職員の立場で日産に勤務していたが、後進に道を譲ることを社から求められ、2013年3月末に退職した。水野によれば、自身の自動車エンジニアリングに関する構想を実現して、GT-Rに続く日本のナショナルブランドとなるような自動車を開発することを望んでおり、レクサスのような技術・資金力がある組織で、GT-Rと同じような体制で開発できるならば、3年で日本のナショナルブランドとなるスーパーカーの開発を実現できるという。
日産退社後は、講談社が発行するベストカーのコーナー「水野和敏が最新車を斬る！！」において国内・海外メーカー各車の評価をする一方で、鈴木利男が運営するノルドリンクをサポート。ただし、GT-Rのサポート対象は水野と鈴木が開発に携わった2013年モデルまでとしている。また、フォレスト出版が主催する『生きる力』セミナーで講師を務めるなど、各所で講演を行っている。
2014年には台湾「LUXGEN」ブランドの自動車の開発企業の華創車電技術中心（HAITEC、裕隆グループ傘下）の副社長に就任し、2019年11月に退社したが、就任～退職後もベストカーでの評価・掲載は続けている。

## 著書
- 『プロジェクトGT‐R―知られざる成功の真実』（双葉社、2009年2月）のち『プロジェクトGT-R 常識はずれの仕事術』へ改題、双葉新書
- 『非常識な本質――ヒト・モノ・カネ・時間がなくても最高の結果を創り出せる』（フォレスト出版、2013年8月）
- 『バカになれ! カリスマ・エンジニア「ゼロからの発想術」』（文藝春秋、2014年11月）